# Wulfila Glacier
Wulfila Glacier är en glaciär i Antarktis. Den ligger i Sydshetlandsöarna. Argentina, Chile och Storbritannien gör anspråk på området. Wulfila Glacier ligger 72 meter över havet.
Terrängen runt Wulfila Glacier är huvudsakligen kuperad, men västerut är den platt. Havet är nära Wulfila Glacier åt sydväst. Trakten är glest befolkad. Närmaste befolkade plats är Maldonado Station, 10,5 kilometer norr om Wulfila Glacier. 